# Pseudagris
Pseudagris (лат.) — род одиночных ос (Eumeninae). Известно около 15 видов.

## Распространение
Афротропика.

## Описание
Осы средних и крупных размеров (длина около 1 см). Основная окраска чёрная с жёлтыми или оранжевыми отметинами. Характеризуются следующим сочетанием признаков: мандибулы с уплощёнными зубцами, разделёнными узкими насечками, второй зубец мандибул заострён и выступает, нижнечелюстные щупики 5-члениковые, а нижнегубные состоят из 3 сегментов (формула 5,3), лабиальные пальпы длинные, третий сегмент лабиальных пальп с преапикальными толстыми щетинками, наличник коротко пириформный с продольными килями, щёки уже сложного глаза, цефалические ямки присутствуют и расположены во впадине (кроме P. tessmanniana, у которой они отсутствуют), латеральная поверхность переднеспинки равномерно выпуклая, тегулы с задней треугольной долей, по крайней мере, равной паратегуле, аксиллярная ямка узкая и щелевидная, метанотум выпуклый с боковыми продольными килями, проподеум со срединным продольным килем, слитым с базальным треугольным склеритом, заднелатеральные углы проподеума выражены и остры, нижний киль проподеума проходит до заднелатеральных углов, тергит T1 со средним продольным килем или впадиной, стернит S1 с дугообразным килем между узкой и расширенной частями, S2 с сильной базальной впадиной и выпуклостью в боковом направлении, престигма короче птеростигмы (кроме P. versicolor, где престигма такой же длины, как птеростигма), вершина наличника самца усечённая, первый сегмент лабиальных пальп самки такой же длины, как и все последующие сегменты вместе взятые.

## Систематика
Около 15 видов. Таксон Pseudagris был впервые выделен в 1863 году французским энтомологом Анри де Соссюром в качестве подрода в составе рода Synagris типовым видом Synagris carinatade Saussure, 1863. Включён в состав трибы Odynerini. Близок роду Rhynchagris, который ранее также был подродом в Synagris.
- Pseudagris albicauda (Schulthess, 1923)
- Pseudagris apicalis Selis, 2023[1]
- Pseudagris aterrima (Maidl, 1914)
- Pseudagris brunnea Gusenleitner, 2007[5]
- Pseudagris carinata (Saussure, 1863)
  - =Synagris carinata de Saussure
- Pseudagris hirsuta (Gusenleitner, 2007)[5]
- Pseudagris holomelas (André)
- Pseudagris junodiana (Schulthess, 1899)
- Pseudagris nigrithorax Selis, 2023[1]
- Pseudagris nigrorufa Selis, 2023[1]
- Pseudagris pygmaea Gusenleitner, 1998[6]
- Pseudagris tanzanica Selis, 2023[1]
- Pseudagris tessmanniana (von Schulthess, 1913)
- Pseudagris versicolor (Schulthess, 1914)